# Jollydora duparquetiana
Jollydora duparquetiana är en tvåhjärtbladig växtart som först beskrevs av Henri Ernest Baillon, och fick sitt nu gällande namn av Jean Baptiste Louis Pierre. Jollydora duparquetiana ingår i släktet Jollydora och familjen Connaraceae. Inga underarter finns listade i Catalogue of Life.